# Kanton Avord
Avord is een kanton van het Franse departement Cher. Het kanton maakt deel uit van het arrondissement Bourges. Het werd opgericht bij decreet van 21 februari 2014 met uitwerking op 22 maart 2015 met Avord als hoofdplaats.

## Gemeenten
Het kanton omvatte 35 gemeenten bij zijn oprichting.

Op 1 januari 2019 werden de gemeenten Laverdines en Saligny-le-Vif opgeheven en toegevoegd aan de gemeente Baugy die daarmee het statuut van commune nouvelle kreeg.

Sindsdien omvat het kanton Avord volgende gemeenten:
- Argenvières
- Avord
- Baugy
- Beffes
- Bengy-sur-Craon
- La Chapelle-Montlinard
- Charentonnay
- Chassy
- Chaumoux-Marcilly
- Couy
- Crosses
- Étréchy
- Farges-en-Septaine
- Garigny
- Groises
- Gron
- Herry
- Jussy-Champagne
- Jussy-le-Chaudrier
- Lugny-Champagne
- Marseilles-lès-Aubigny
- Moulins-sur-Yèvre
- Nohant-en-Goût
- Osmoy
- Précy
- Saint-Léger-le-Petit
- Saint-Martin-des-Champs
- Sancergues
- Savigny-en-Septaine
- Sévry
- Villabon
- Villequiers
- Vornay